# رولز-رویس آربی.۲۰۳ ترنت
رولز-رویس آربی. ۲۰۳ ترنت (به انگلیسی: Rolls-Royce RB.203 Trent) یک موتور هواگرد محصول کارخانهٔ رولز-رویس لیمیتد در بریتانیا است.